# Biopic
Een biopic, filmbiografie of biografische film is een film die het leven van een of meer bestaande personen vertelt. Het woord is een Engelse samentrekking van biographical en picture.
Sinds de jaren tachtig zijn biografische films steeds populairder geworden. Door betere technieken en hogere budgetten is het mogelijk historische periodes nauwkeuriger en vollediger na te bootsen. In de vroege jaren 2000 verschenen vele biografische films, zoals Ali, Frida, Capote, Ray en Walk the Line.